# Хризосколео, Иван Дмитриевич
Иван Дмитриевич Хризосколео (1890—?) — русский военный лётчик, подполковник.

## Биография
Иван Хризосколео родился 5 января 1890 года в Санкт-Петербургской губернии.

### Образование
Окончил Одесский кадетский корпус (1907 год), Киевское военное училище (1909 год), Авиационный отдел Офицерской воздухоплавательной школы (1914 год), Севастопольскую военную авиационную школу (1915 год).

### Военная служба
После окончания Киевского военного училища 6 августа 1909 года Иван Дмитриевич Хризосколео был выпущен во 2-й лейб-гвардии стрелковый Царскосельский полк подпоручиком. С 10 сентября этого же года — младший офицер роты Его высочества.
С 1 апреля 1910 года — помощник начальника учебной команды.
2 апреля 1913 года был переведен в 3-ю роту. Поручик с 6 декабря 1913 года.
После окончания Авиационного отдела Офицерской воздухоплавательной школы, с 20 июля 1914 года — младший офицер 1-го корпусного авиационного отряда 1-й авиационной роты. 4 сентября этого же года был командирован в Санкт-Петербург в Отдел воздушного флота, «для обучения полетам на самолетах новых систем».
Участник Первой мировой войны. 7 января 1915 года командирован на формирование Особого авиационного отряда при штабе 27-го армейского корпуса. 24 марта назначен в 5-й армейский авиационный отряд. С 16 октября — в 5-м авиационном дивизионе. С 19 октября 1915 года — начальник 1-го армейского авиационного отряда.
С 27 марта 1916 года Хризосколео — начальник 5-го корпусного авиационного отряда. С 14 июля — начальник Гвардейского корпусного авиационного отряда. Штабс-капитан с 28 сентября 1916 года, капитан с 28 декабря 1916 года.
С 17 октября 1916 года по 16 апреля 1917 года Иван Дмитриевич Хризосколео находился в командировке во Франции. 30 сентября 1917 года Иван Дмитриевич переведен в резерв чинов при штабе Петроградского военного округа в звании подполковника.
Судьба Ивана Дмитриевича Хризосколео после Октябрьской революции неизвестна, как и дата его смерти.
По некоторым данным в 1918 году был расстрелян за участие в подготовке покушения на В. И. Ленина. Возможно это путаница с другим Георгиевским кавалером, эсером — Д. Д. Хризосколео.
По другим данным, Иван Дмитриевич Хризосколео после революции находился в эмиграции и умер в Эфиопии.
В РГВИА имеются материалы, посвященные И. Д. Хризосколео: Ф. 409. Оп. 1. П/с. 95-752; Ф. 493. Оп. 3. Д. 129; Ф. 2008. Оп. 1. Д. 2185; Ф. 2588. Оп. 2. Д. 257. Л. 7 об.

## Награды
- Награждён орденом Св. Георгия 4-й степени (13 октября 1916) — «за то, что 14-го августа 1914 г., при крайне трудной обстановке и исключительной опасности для жизни, под сильным артиллерийским и ружейным огнём неприятеля на изношенном аппарате совершил воздушную разведку по маршруту Сольдау-оз. Грос-Дамерау-оз. Румиан-Костонер-Форст, обнаружил два подходящих к полю сражения германских корпуса и, несмотря на повреждение аппарата артиллерийским осколком, раскрыл намерения противника и дал возможность командиру корпуса принять необходимые меры к парированию удара, намечавшегося немцами»;
- Также награждён орденами Св. Владимира 4-й степени с мечами и бантом (ВП от 18.01.1915); Св. Анны 4-й степени с надписью «За храбрость»; Св. Анны 3-й степени с мечами и бантом (ВП от 03.04.1915) — за окончание авиационной школы; Св. Станислава 2-й степени с мечами (ВП от 19.08.1915) — «за успешное окончание Авиационной школы Отдела воздушного флота»; Св. Станислава 3-й степени с мечами и бантом (ВП от 08.07.1916)[7]; Св. Анны 2-й степени с мечами (ВП от 19.11.1916).